# Joseph Ayoub
Joseph Ayoub (1980) é um matemático francês, que trabalha com geometria algébrica.
Ayoub obteve um doutorado na Universidade Paris VII, orientado por Fabien Morel, com a tese Les six operations de Grothendieck et le formalisme des cycles evanescents dans le monde motivique. No pós-doutorado esteve no Instituto de Estudos Avançados de Princeton. É professor da Universidade de Zurique.
Foi palestrante convidado do Congresso Internacional de Matemáticos em Seul (2014: A guide to (étale) motivic sheaves).

## Publicações selecionadas
- Periods and the conjectures of Grothendieck and Kontsevich-Zagier. Newsletter of the European Mathematical Society, März 2014, Heft 91, Online-Ausgabe des Hefts (pdf)
- Une version relative de la conjecture des périodes de Kontsevich-Zagier. Annals of Mathematics (2), Band 181, 2015, S. 905–992
- L'algèbre de Hopf et le groupe de Galois motiviques d'un corps de caractéristique nulle, 2 Teile, Journal für die reine und angewandte Mathematik (Crelles Journal), Band 693, 2014, S. 1–149, 151–226
- Motifs des variétés analytiques rigides. Mémoires de la SMF 140-141,2015
- mit Steven Zucker: Relative Artin Motives and the reductive Borel-Serre compactification of a locally symmetric variety. Inventiones Mathematicae, Band 188, 2012, S. 277–427, Arxiv
- Les six opérations de Grothendieck et le formalisme des cycles évanescents dans le monde motivique, 2 Teile, Astérisque, Band 314/315, 2008
- The direct extension theorem. J. Group Theory, Band 9, 2006, S. 307–316, Arxiv